# مراد علي سفلي
مراد علي سفلي هي قرية في مقاطعة أرومية، إيران. يقدر عدد سكانها بـ 194 نسمة بحسب إحصاء 2016.